# Wojciech Przyboś
Wojciech Przyboś (ur. 18 marca 1958, zm. 18 maja 2007) – polski aktor teatralny i telewizyjny.
Występował w teatrach: Dramatyczny im. Jerzego Szaniawskiego w Wałbrzychu (1981-84), Polskim w Szczecinie (1984-91 i 1993-97), im. Juliusza Osterwy w Gorzowie Wielkopolskim (1991-93) oraz poza granicami kraju w Monachium (Niemcy). Od roku 2005 był aktorem Teatru Dramatycznego w Elblągu.